# Mały Brzostek
Mały Brzostek – byłe miasto królewskie zlokalizowane głównie na terenie dzisiejszej wsi Nawsie Brzosteckie, sąsiadujące z należącym do benedyktynów z Tyńca Brzostkiem.
Mały Brzostek otrzymał prawa miejskie 1 marca 1394 r. od Władysława Jagiełły, a pierwszym wójtem został Stanisław z Saspolina. Miejscowość miała stanowić konkurencję dla Brzostku opackiego – władca liczył, że ze względu na dobre warunki do rozwoju, osada będzie przynosić dochody do królewskiego skarbca. Nie wiadomo, czy lokacja się powiodła – już w XV–XVI w. Mały Brzostek przestaje pojawiać się w źródłach i staje się przedmieściem Brzostku „większego”.
Istnienie dwóch dokumentów lokacyjnych, dotyczących Brzostku i Małego Brzostku, było powodem licznych sporów pomiędzy wójtami, a później pomiędzy mieszczanami brzosteckimi i opactwem benedyktynów z Tyńca, do którego należało miasto.

## Położenie

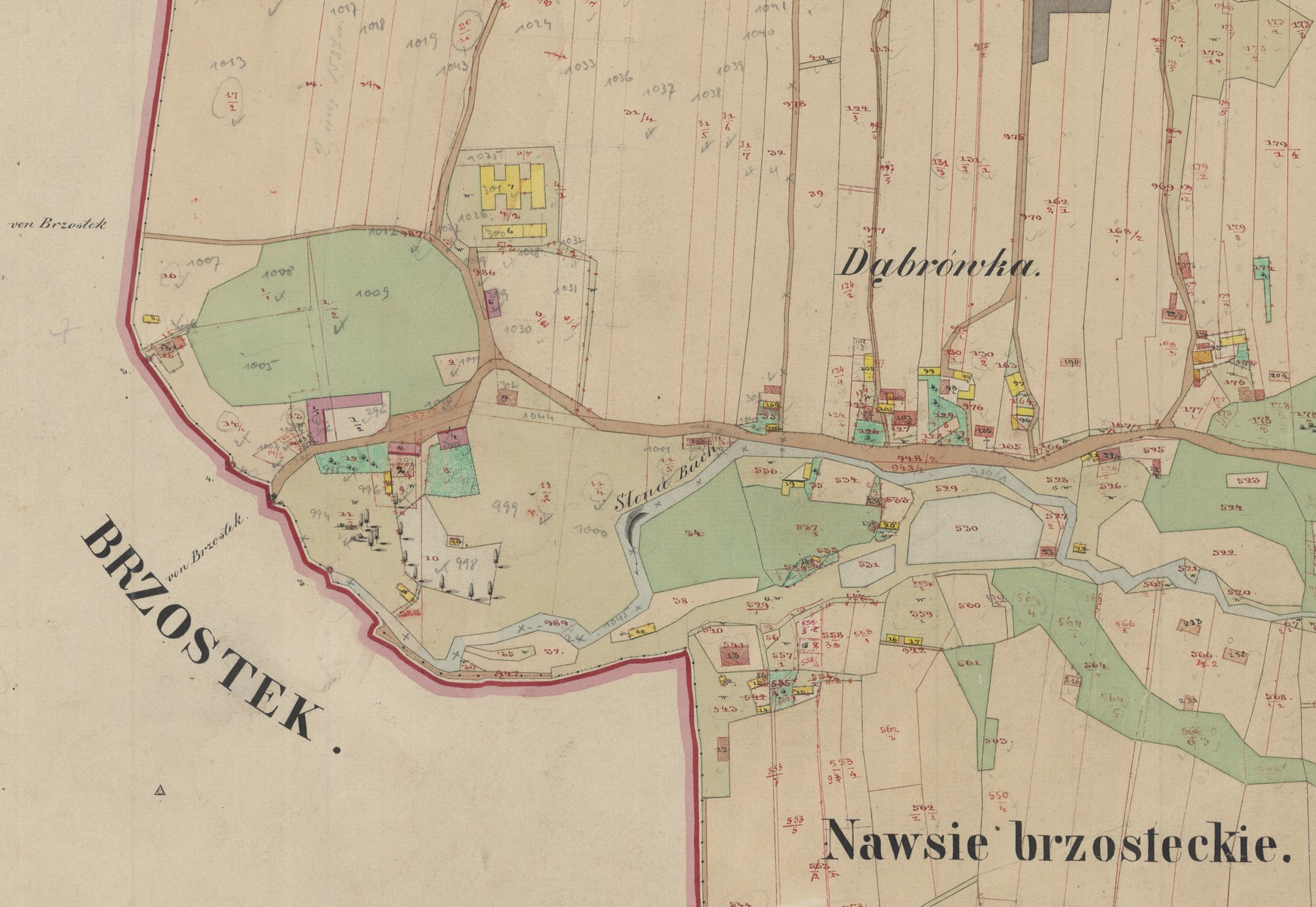
Zabudowania dawnego folwarku opackiego i wójtowskiego na planie katastralnym z 1850 r.

Zgodnie z zapisem dokumentu lokacyjnego, miejscowość zlokalizowana była „w ziemi sandomierskiej nad rzeką Słona”, czyli nad potokiem Słony, którego nazwa funkcjonuje do dziś. Ciek ten nie zmienił od czasu średniowiecza swojego biegu, o czym świadczą strome zbocza jego doliny. Jego koryto zmodyfikowano jedynie w XIX w. na Równiach i w latach 80. XX w. w okolicy ul. Legionów i ul. Targowej w Brzostku, na odcinku od dzisiejszego ośrodka zdrowia do komisariatu.
Brzostek „większy” zgodnie z dokumentem lokacyjnym z 1367 r. był położony nad Wisłoką, więc Mały Brzostek musiał być zlokalizowany na wschód od niego. Według ks. prof. Bogdana Stanaszka potok Słony mógł stanowić granicę między osadami. Teren w pobliżu dzisiejszego ośrodka zdrowia w Brzostku (skrzyżowanie ul. Legionów i Mysłowskiego) należał do wójta Małego Brzostku, Stanisława z Saspolina. Znajdował się tu folwark wójtowski, który później przeszedł w ręce benedyktynów tynieckich. Do naszych czasów zachowała się przebudowana klasycystyczna oficyna dawnego dworu.
Łany wójtowskie rozciągały się aż po dzisiejszy przysiółek Okrągła. W dokumentach pojawia się nazwa wzgórza Winnica, na którym uprawiano winorośl. Ks. Bogdan Stanaszek utożsamia je ze wzgórzem, które oddziela brzosteckie osiedle przy ul. Gryglewskiego od stadionu przy ul. Okrągłej.
Ekspansja Małego Brzostku miała przebiegać na wschód, zalesioną wówczas doliną potoku Słony, w stronę Woli Brzosteckiej. Wieś ta była najbliższą od tej strony osadą, po raz pierwszy pojawia się w źródłach w XV w. W 1407 r. sołtysem Woli Brzosteckiej był wójt Małego Brzostku.

## Toponimia
Nazwa Małego Brzostku, zlokalizowanego w sąsiedztwie klasztornego Brzostku „większego”, jest charakterystyczna dla średniowiecza. Dwie sąsiadujące ze sobą miejscowości mające różnych właścicieli, stanowiące części tej samej osady, rozróżniano przez dodanie przedrostków „wielki” i „mały”. Przykładem mogą być należący do króla Tarnów Wielki i Tarnów Mały, własność rycerska. Nazwa samego Brzostku pochodzi natomiast od słowa „brzost”, oznaczającego gatunek wiązu.

## Historia
W XII i XIII w. najważniejszą miejscowością w regionie były Klecie, własność benedyktynów tynieckich, sanktuarium św. Leonarda, centrum gospodarcze klucza dóbr klasztornych i w XIV w. także siedziba dekanatu. W 1353 r. wieś, wraz z innymi okolicznymi miejscowościami, została odebrana benedyktynom przez króla Kazimierza Wielkiego, który nadał je bojarom ruskim za zasługi położone w walkach na Rusi. W związku z tym Klecie straciły na znaczeniu – rozwinął się Brzostek, który 18 czerwca 1367 r. otrzymał od opata tynieckiego prawa miejskie.
Osada Brzostek była podzielona pomiędzy dwóch właścicieli – opata tynieckiego i króla. Część królewska, nosząca nazwę Mały Brzostek, była przez pewien czas wsią w sąsiedztwie opackiego miasta. 1 marca 1394 r., w niedzielę „esto mihi”, król Władysław Jagiełło wydał w Krakowie dokument, w którym nadał wójtostwo w Małym Brzostku niejakiemu Stanisławowi z Saspolina i zezwolił mu na lokację w Małym Brzostku miasta. Wójt otrzymał przywilej ⅒ dochodów z kar sądowych i ⅙ pieniędzy z podatków miejskich. Ciążył na nim natomiast obowiązek służby wojskowej. Wraz z nadaniem miejscowość została przeniesiona z prawa polskiego na prawo magdeburskie – zgodnie z nim mieszczanie mieli być sądzeni przez ławę sądową i wójta. Akt lokacyjny został opatrzony królewską pieczęcią oraz podpisami świadków, ważnych urzędników, m.in.: kasztelana krakowskiego Dobiesława, Sędziwoja z Kalisza, Spytka z Krakowa, Jana Ligęzy z Łęczycy, i marszałka Demetriusza (Dymitra, który wywodził się z pobliskich Kleci).
Lokacja nowego miasta miała pobudzić konkurencję i stworzyć przeciwwagę dla klasztornego Brzostku. Król, nadając Stanisławowi z Saspolina przywilej, spodziewał się dochodów do skarbca – Brzostek miał dobre położenie na trakcie prowadzącym na Węgry, a okolica była gęsto zasiedlona. Gospodarka miasta miała opierać się na handlu i rzemiośle. Co tydzień, w poniedziałki, w Małym Brzostku miały odbywać się targi, podczas których kupcy i rzemieślnicy (akt lokacyjny wspomina o sukiennikach, piekarzach, rzeźni, łaźni i młynach) mogli swobodnie sprzedawać wszystkie swoje towary – w inne dni handel w mieście podlegał natomiast dużym ograniczeniom.
Pierwszy wójt, Stanisław z Saspolina, w dokumencie określony jako godny zaufania i wierny niestrudzenie, był zapewne dworzaninem królewskim. Według jednej z hipotez wchodził w skład orszaku królowej Jadwigi, wraz z którą przybył do Polski z Węgier – prof. Bogdan Stanaszek uważa ją jednak za chybioną. Nazwa „Saspolin”, pochodząca z XVII-wiecznych odpisów aktu lokacyjnego, najprawdopodobniej została błędnie odczytana przez kopistów. Zapewne chodziło o wieś Sąspów. Właśnie z tej miejscowości wywodził się ród wójtów brzosteckich wymieniany w źródłach od XIV do XVI w. Już w 1406 r. (lub 1407 r.) jako wójt Małego Brzostku wzmiankowany jest ktoś inny, niejaki Klemens, być może syn Stanisława.
W akcie lokacyjnym król polecił Stanisławowi z Saspolina wytyczenie pod nowe miasto 100 łanów frankońskich ziemi, co odpowiada obszarowi ok. 25,9 km². Dwa łany miał przeznaczyć na kościół, a kolejne dwa na pastwisko. Sam kościół najprawdopodobniej nigdy nie powstał, w dokumentach z XV wieku nie zachowały się wzmianki o istnieniu w Brzostku dwóch świątyń. Najpewniej więc grunty przeznaczone na budowę kościoła włączono do dóbr należących do plebanii brzosteckiej. Pastwisko znajdowało się natomiast zapewne na terenie zwanym współcześnie błoniem, gdzie w XX w. znajdowała się baza SKR w Nawsiu Brzosteckim.
Nie wiadomo, czy lokacja miasta się powiodła i czy choć przez chwilę miasto konkurowało z Brzostkiem „większym”. Nie zachowały się żadne dokumenty, które wspominałyby o utworzeniu w Małym Brzostku rady miejskiej czy ławy sądowej. Nie ma też śladów po rynku, a źródła wspominają jedynie o istnieniu błonia, gdzie mieszczanie handlowali bydłem i końmi. Wiadomo natomiast, że Brzostek Mały osiągnął pewien stopień rozwoju, jako samodzielna osada miejska.
W XV–XVI w. Mały Brzostek nie pojawia się już w dokumentach, natomiast wprowadzony jest termin „Suburbium”, czyli „Przedmieście”. Miasto zostało więc „wchłonięte” przez Brzostek klasztorny. Przedmieście zostało ponownie skolonizowane po najeździe wojsk Jerzego II Rakoczego w XVII w., a na terenie dawnego Małego Brzostku założono wieś Nawsie Brzosteckie.
Po Małym Brzostku pozostało odrębne wójtostwo brzosteckie występujące jeszcze w źródłach XVI-wiecznych. Wójtowie z Małego Brzostku byli jednocześnie sołtysami Woli Brzosteckiej. Dwa rody z pretensjami do brzosteckiego wójtowstwa, Sąspowscy (później Białowodzcy h. Drużyna), potomkowie Stanisława z Saspolina, którzy weszli w posiadanie wójtostwa w Brzostku klasztornym oraz Uchaczowie h. Jastrzębiec, posiadały dwa osobne dwory z folwarkami i przynależące do nich majątki ziemskie. Przez kilkaset lat (od czasu lokacji Brzostku Małego do XVII w.), powołując się na odrębne dokumenty lokacyjne dwóch średniowiecznych miast, toczyły ze sobą burzliwe spory sądowe o wójtostwo i płynące z niego dochody. Około połowy XVII w. całe wójtostwo znalazło się w rękach opactwa tynieckiego.
W 1758 r. rajcy toczący spory z opatem Bartoszewskim, błędnie powołując się na dokument lokacyjny Małego Brzostku, próbowali zakwestionować prawo benedyktynów do zarządzania Brzostkiem. Oryginalny akt spłonął podczas najazdu wojsk siedmiogrodzkich księcia Jerzego II Rakoczego z 19 marca 1657 r., natomiast przetrwały jego liczne odpisy. Mieszczanie oskarżyli opactwo o sfałszowanie aktu lokacyjnego Brzostku. Tezę tę uznawali jeszcze XIX-wieczni historycy – Wojciech Kętrzyński i Stanisław Smolka w Kodeksie dyplomatycznym klasztoru tynieckiego – oraz Marian Mysłowski, autor książki Dzieje miasta Brzostku. Wersję o dokumencie „skrobanym” podważył recenzent Kodeksu na łamach „Przeglądu Krytycznego” w 1876 r. Autentyczność dokumentu lokacyjnego Brzostku klasztornego z 1367 r. wykazał dopiero prof. Jerzy Wyrozumski w 1964 r.